# Calandrinia filifolia
Calandrinia filifolia är en källörtsväxtart som beskrevs av Per Axel Rydberg. Calandrinia filifolia ingår i släktet sidenblommor, och familjen källörtsväxter. Inga underarter finns listade i Catalogue of Life.